# 中村善郎
中村 善郎（なかむら よしろう、1952年4月13日 - ）は大阪府出身、東京在住のボサノヴァ・アーティスト。
ボサノヴァのマエストロとして長いキャリアを誇り、数多くのライヴに出演。CMのナレーションやラジオ番組などでも活躍している。

## 人物・略歴
1977年-1979年 ブラジル及び南米諸国遊学中にボサノヴァ・ギターと出会い、ポルトガル語によるオリジナル曲も作り始める。
1980年代初めから土岐英史リオ・ソン、松岡直也ウィッシング、スピック＆スパンなどへの参加を皮切りに、まだ数少なかったブラジル音楽のスペシャリストとして活動を開始。
1990年 「リテラリオ」でCDデビュー。これまでブラジル、フランス、ニューヨーク録音を含む20作のリーダー・アルバムを発表。またFM・TV放送、コマーシャル制作等、多岐に亘り活動している。ボサノヴァをルーツとしながらもジャズ、ポップス、ロック、クラブDJ系、シャンソン、純邦楽、演歌などジャンルを超えたミュージシャンとも交流し、ソングライターとして他のアーティストにも楽曲を提供。リチャード・ボナとの共作「風がくれたメロディ」は「NHKみんなのうた」として放映された。
フランス音楽界の巨匠ピエール・バルーをはじめ、リシャール・ガリアーノ、リチャード・ボナ、ミウシャ、ヴァンダ・サー、クァルテート・エン・シー、トゥーツ・シールマンスなどのアーティストと数多く共演。
ピエール・バルーが「出会い」という曲の歌詞中で「中村はジョアン・ジルベルトを彷彿させた…」と歌って以来、日本のジョアン・ジルベルトと呼ばれる事も多く、抑制の効いたヴォーカルがベルベット・ヴォイスと評されている。
- 「彼は心に沁み込む声を持ち、彼の弾くギターは無駄が無く、とても繊細なものだ。彼は人々の心を惹き付ける神秘を独得の音と言葉で強調する事を知っている詩人の一人だ…」ミウシャ「エスコンジ・エスコンジ」ライナーより
- 「中村善郎との初めて仕事が出来てとても楽しかった。彼は、真にユニバーサルなミュージシャンだ」リチャード・ボナ「ルミノーゾ」ライナーより

またプロデューサー、編曲家として、ディズニーソングをボサノヴァにアレンジしたアルバム「ボッサ・ディズニー」や、「シネマ・イタリアーノ」。他ジャンルの「アコギでクラプトン」「村下孝蔵トリビュート／絵日記と紙芝居」「ファイナル・ファンタジー・ヴォーカル・コレクション」など数多くの作品に参加。またケルカン、アン・サリーなど数多くのアーティストの作品に編曲家、演奏者として参加している。
ライター、ナレーターとしても活動しており、アコースティック・ギター・マガジン（リットー・ミュージック）でボサ・ノヴァ・ギター講座の連載などを行っている。ライターとして多くのCDライナー・ノーツやCD評の他、GQジャパン、読売新聞、邦楽ジャーナル、ミュゼ、The CD Clubなど数多くの媒体にエッセイを執筆。講師としてNHK文化センター、朝日カルチャーセンター、ハーモニースクエアなどでボサ・ノヴァのギター・ヴォーカルを指導。豊山町文化会館、関西外語大学などでボサ・ノヴァの歴史やその背景を語るセミナーも開催している。
2006年秋に初のギター・ソロ・インストゥルメンタルを主体としたアルバム「トカール・コモ・カンタール-歌うように奏でる」を発表。続く2007年初夏には同じく自身初となる全曲日本語楽曲の作品「地球儀の青い海」がリリースされるなど、意欲的に新境地を拓いている。
2008年9月には自身による多重録音を駆使したアルバム「音と語れば」をリリース。
2008年12月にテレビ東京がリリースした、世界の秘境を収めたDVDボックス「世界秘境全集」のテーマ音楽を担当。
2011年6月に東日本大震災後の節電を訴え、電気を使わないアコースティック・ギターと生声、キャンドルのみのライブを実施。
2012年11月に「世界秘境全集」のテーマ曲「A Terra（大地）」を含むアルバム「Madrugada（夜明け）」をリリース。
2013年12月 YOSHIRO NAKAMURA SOLO LIVE at HEIWASHIMINKOUEN NOH THEATER -ソロ・ライヴat大分市民平和公園能楽堂-（初のライヴ盤）
2014年4月 ボサ・ノヴァの歴史の中でターニングポイントになった曲を取り上げた「ボサノヴァの歴史vol.1」をリリース。
2014年10〜11月 中村が作曲・編曲を担当した「おつきさまの歌」（詞・なかじま　かおり　歌・Sinon）がNHK「みんなのうた」で放送される。
2017年7月　ピアノ・ヴォーカルの鬼才橋本一子との共演アルバム「duo」をリリース
2019年　ボサ・ノヴァの父、ジョアン・ジルベルトを追悼する記事を、読売新聞、毎日新聞、北海道新聞、雑誌ラティーナ、アコースティック・ギターマガジン、に寄稿。
2019年12月　宮沢和史氏の呼びかけで開催されたジョアン・ジルベルト・メモリアル・コンサート（共演/宮沢和史、南佳孝、小野リサ、坂本美雨、サイゲンジなど）に出演

## ディスコグラフィ

### アルバム
- 1990.07.21 - LITERARIO -リテラリオ- ＜日本コロムビア＞
- 1991.04.01 - ESQUINA -街角- ＜日本コロムビア＞
- 1992.02.21 - IL CINEMA ITALIANO -シネマ・イタリアーノ-（プロデュース、演奏）＜日本コロムビア＞
- 1993.01.21 - ME DIGA POR FAVOR -好きだと言って- ＜キングレコード＞
- 1994.08.21 - NOS -ノス/中村善郎＋宮野弘紀- ＜メルダック＞
- 1995.10.21 - PASSARO DO RIO -リオの鳥-（ブラジル録音）＜日本コロムビア＞
- 1997.04.21 - ESCONDE-ESCONDE -エスコンジ・エスコンジ-（ブラジル録音）＜オーマガトキ＞
- 1999.10.21 - ITSUKA KIMI NI -いつか君に-（フランス録音）＜ソニー・ミュージック＞
- 2000.08.02 - SIMPLES -シンプレス- ＜ソニー・ミュージック＞
- 2001.08.01 - BOSSA DISNEY -ボッサ・ディズニー-（プロデュース、演奏）＜エイベックス＞
- 2001.10.24 - LUMINOSO -ルミノーゾ-（ニューヨーク録音）＜ソニー・ミュージック＞
- 2003.03.19 - BOSSA NOVA -ボサ・ノヴァ- ＜ソニー・ミュージック＞
- 2003.06.25 - ON PORTAZUL YEARS -中村善郎ベスト- ＜日本コロムビア＞
- 2004.04.21 - LEMBRANCA, ESPERANCA -レンブランサ・エスペランサ-（スタジオ・ソロ）＜ソニー・ミュージック＞
- 2006.09.06 - TOCAR COMO CANTAR -トカール・コモ・カンタール-（ギター・ソロ・アルバム）＜オーマガトキ＞
- 2007.06.27 - BLUE OCEAN OF THE GLOBE -地球儀の青い海-（日本語楽曲シリーズ）＜R&C＞
- 2007.11.21 - WHITE SNOW OF THE GLOBE -地球儀の白い雪-（日本語楽曲シリーズ）＜R&C＞
- 2008.09.24 - CONVERSA EM 6 CORDAS -音と語れば-（ギター・インスト中心）＜オーマガトキ＞
- 2012.11.22 - Madrugada -夜明け- ＜おーらいレコード＞
- 2013.12.01 - YOSHIRO NAKAMURA SOLO LIVE at HEIWASHIMINKOUEN NOH THETER- ソロ・ライヴat大分市民平和公園能楽堂-（初のライヴ盤）＜スコラ・レーベル＞
- 2014.04.23 - 「ボサノヴァの歴史」　＜T5Jazz Records>
- 2016.06.22 - duo / 橋本一子＋中村善郎 ＜Jump World＞
- 2020.07.01 - O grande João do meu coração - 我が心の偉大なるジョアン（ジョアン・ジルベルト・トリビュート） <Amazon records>
- 2021.12.01 - Balanço / 中村善郎＋長岡敬二郎（パーカッションとのデュオ・サンバ）<Maria Mole>

## 映画音楽監督作品
- 2001年 - 「坂の上のマリア」（瀬木直貴監督）
- 2003年 - 「いずれの森か青き海」（瀬木直貴監督）

## 関連書籍
- 2005.06.17 - ボサ・ノヴァ・ギターが弾ける本（CD付）ISBN：4845612089
- 2006.06.23 - はじめてのボサ・ノヴァ・ギター（CD付）ISBN：4845613204

## 主なCM
- 1989年 - NTTコードレスフォン、パッセS（作詞・作曲・演奏）
- 1989年 - カフェ・ノ・バール（作詞・作曲・演奏）
- 1991年 - 紀文パリパリポテト（作詞・作曲・演奏）
- 1996年 - 三井物産のテレビCMブルース編（作曲・演奏）
- 2004年 - パチンコメーカー・SANKYOのテレビCM「プラハ編」のナレーションを担当
- 2004年 - 宝くじ LOOTO 6のテレビCM「女流詩人編」の音楽を担当。（アレンジ演奏）
- 2007年 - 「海童　本格焼酎　祝いの赤」のテレビCMのナレーションを担当
- 2009年 - 「シンフォニア テクノロジー社のテレビCMのナレーションを担当
- 2011年 - JTの缶コーヒー「アロマ・ボトル・シリーズ」のテレビCMのナレーションを担当

## 主なTV、ラジオなどの出演
- 1993年 - NHKテレビ「音楽は恋人」にゲスト出演。
- 1993年 - NHK-FM「ブリーズ・コンサート」でパーソナリティを担当。
- 1995年 - CX-TV系「エヴァー・グリーン・ミュージック」に出演。
- 2001年 - NHK総合テレビの音楽バラエティ番組「いっきにパラダイス」にゲスト出演
- 2003年 - フジテレビ系旅の情報番組「リフレ／私らしく旅する」4月のナビゲーターを担当。
- 2004年 - NHK BS2「公園通りから今日は」にイッセー尾形のゲストとして出演。
- 2004年 - 静岡放送制作のテレビ・ドキュメンタリー番組「青のしずく」のナレーションを担当
- 2004年 - インターFMのジャズ番組「丸の内クールストラッティン」で7月のマンスリーDJを担当
- 2005年 - NHK BS2「ふれあいホール」にメインゲストとして出演 （夏川りみ、ケイコ・リーと共演）
- 2005年 - NHK BS2「ふれあいホール」（ウィークリーゲスト木住野佳子）にゲストとして出演
- 2007年 - NHK BS2「渋谷らいぶ館」（共演／小野リサ）出演
- 2008年 - NHKラジオ「ふれあいラジオパーティ」のブラジル特集にゲストとして出演
- 2008年 - NHK-FM特別番組「今日は一日ボサ・ノヴァ三昧」にメインゲストとして出演
- 2009年 - NHK-FM「セッション」に出演
- 2010年 - インターFM「ジャズ・カンヴァセーション」にゲスト出演。
- 2013年 - NHK ETV 「NHK俳句」ゲスト出演

## 教室
●ハーモニースクエア　https://www.timefive.jp/hs/profile.html
●NHK文化センター青山教室　https://www.nhk-cul.co.jp/programs/program_425784.html
●NHK文化センター町田教室　https://www.nhk-cul.co.jp/programs/program_1244514.html